# Farwaniya (gouvernement)
Farwaniya (Arabisch: Al Farwānīyah) is een gouvernement (provincie) in Koeweit.
Farwaniya telt 498.584 inwoners op een oppervlakte van 190 km².
Ahmadi · Al-Asimah · Farwaniya · Jahra · Hawalli · Mubarak Al-Kabier